# Synsepalum le-testui
Synsepalum le-testui är en tvåhjärtbladig växtart som beskrevs av André Aubréville och François Pellegrin. Synsepalum le-testui ingår i släktet Synsepalum och familjen Sapotaceae.
Artens utbredningsområde är Gabon. Inga underarter finns listade i Catalogue of Life.